# Eleutherodactylus grandis
Eleutherodactylus grandis är en groddjursart som först beskrevs av Dixon 1957.  Eleutherodactylus grandis ingår i släktet Eleutherodactylus och familjen Eleutherodactylidae. IUCN kategoriserar arten globalt som akut hotad. Inga underarter finns listade i Catalogue of Life.